# Keadeen Mountain
Keadeen Mountain är ett berg i republiken Irland.   Det ligger i grevskapet Wicklow och provinsen Leinster, i den östra delen av landet, 50 km sydväst om huvudstaden Dublin. Toppen på Keadeen Mountain är 654 meter över havet, eller 470 meter över den omgivande terrängen. Bredden vid basen är 7,7 km. Keadeen Mountain ingår i Wicklowbergen.
Terrängen runt Keadeen Mountain är kuperad norrut, men söderut är den platt.Runt Keadeen Mountain är det ganska glesbefolkat, med 34 invånare per kvadratkilometer. Närmaste större samhälle är Tullow, 19,3 km sydväst om Keadeen Mountain. Trakten runt Keadeen Mountain består i huvudsak av gräsmarker.